# Anna van Gelre
Anna van Gelre (onbekend – 1557/1558) was een bastaarddochter van de Gelderse hertog Karel van Gelre. Haar moeder was waarschijnlijk Maria van Zuyderstein. 

## Eerste huwelijk
Anna trouwde in 1520 met Adriaen van Buren, ambtman van de Nederbetuwe en richter van Tiel. Het stel kreeg een jaar later een dochter, Elisabeth. In 1525 liet Adriaen het ambtmanshuis bouwen in Tiel. Hij overleed in 1527 en liet het pandrecht op zijn ambtmanschap aan Anna na.
Anna werd na het overlijden van Adriaen door haar vader Karel gedwongen zich op kasteel Wildenborch terug te trekken.

## Tweede huwelijk
In 1530 trouwde Anna met Claes Vijgh. Het was een door haar vader geregeld huwelijk. In datzelfde jaar kreeg zij van haar vader tevens het vruchtgebruik van het kasteel Schoonderbeek in Putten. Het kasteel was echter op dat moment niet meer bewoonbaar: het was namelijk in 1521 door Hollanders in brand gestoken en sindsdien niet meer hersteld. Alleen het brouwhuis was nog geschikt voor bewoning. Anna betrok daarom eerst dit brouwhuis en liet kasteel Schoonderbeek herstellen. Ze kreeg hierbij de hulp van de inwoners van Putten, die door Karel waren vrijgesteld van landweer maar wel dienstplichtig waren gesteld aan Schoonderbeek. In 1531 waren de herstelwerkzaamheden klaar en konden Anna en haar echtgenoot het kasteel alsnog betrekken. Haar vader kwam sindsdien regelmatig op bezoek in Schoonderbeek.
Claes verkreeg in 1538 het ambtmanschap van de Nederbetuwe. Hij kocht van Anna’s dochter Elisabeth van Buren het ambtmanshuis in Tiel over.
Anna bleef tot haar overlijden in 1557 of 1558 wonen op kasteel Schoonderbeek.

## Kinderen
Anna en Adriaen kregen één kind: Elisabeth. Met Claes Vijgh kreeg zij de volgende kinderen:
- Karel (1531 - onbekend)
- Diederik (1532 - 1615)
- Jan
- Joost (onbekend - 1606)
- Adriaan (1536 - onbekend)
- Petronella
- Digna (1535 - onbekend)
- Anna (1538 - 1574)